# Loud Noise
Loud Noise is een Nederlands boekingskantoor. Het bedrijf werd in 1998 voor bands en artiesten die Heavy metal en aanverwante genres muziek maken. Door de jaren heen heeft het bedrijf zich toegelegd op promoten en organiseren van meerdaagse festivals.

## Festivals die door Loud Noise actueel worden georganiseerd
| Naam              | Sinds | Locatie                                                               | Aantal Dagen |
| ----------------- | ----- | --------------------------------------------------------------------- | ------------ |
| Into the Grave    | 2011  | het Oldehoofsterkerkhof en thans plein naast de Oldehove (Leeuwarden) | 3            |
| Dynamo Metal Fest | 2015  | IJssportcentrum te Eindhoven                                          | 3            |
| Into the Void     | 2013  | Neushoorn te Leeuwarden en Effenaar te Eindhoven                      | 1            |
| Hellmond Open Air | 2024  | De Cacaofabriek te Helmond                                            | 1            |